# Jadwiga Jędrzejowska
Jadwiga "Jed" Jędrzejowska Galert, född 15 oktober 1912 i Kraków, Polen, död 28 februari 1980 i Katowice, var en polsk högerhänt tennisspelare.

## Tenniskarriären
Jadwiga Jędrzejowska är den hittills mest framgångsrika polska tennisspelaren, och hon deltog 1936–1947 i sju Grand Slam (GS)-finaler, varav tre i singel, tre i dubbel och en i mixed dubbel. Av dessa vann hon dock endast en i dubbel.
År 1936 nådde hon första gången en GS-final. Det var i damdubbeln i Franska mästerskapen. Året därpå, 1937, firade Jędrzejowska stora triumfer som singelspelare. Hon nådde finalen i Wimbledonmästerskapen, vilken hon dock förlorade till brittiskan Dorothy Round. Matchen var mycket jämn, och Jędrzejowska ledde i det avgörande tredje setet med 4-1, innan Round kunde vända och slutligen segra med 6-2, 2-6, 7-5. Den 11 september samma år spelade hon singelfinal i Amerikanska mästerskapen mot det årets världsetta, chilenskan Anita Lizana, som vann med 6-4, 6-2.
År 1938 nådde hon tillsammans med fransyskan Simone Mathieu dubbelfinalen i Amerikanska mästerskapen. Det följande året, 1939, spelade hon singelfinal i Franska mästerskapen mot sin dubbelpartner Mathieu, som vann med 6-3, 8-6 och därmed tog sin andra och sista singeltitel i den turneringen. Tillsammans vann Mathieu och Jędrzejowska dubbelfinalen i samma turnering över Alice Florian och Hella Kovac (7-5, 7-5).
Efter andra världskriget spelade Jadwiga Jędrzejowska ytterligare en GS-final. Det var 1947, då hon i Franska mästerskapen tillsammans med rumänen Christian Caralulis spelade mixed dubbelfinal mot det sydafrikanska paret Eric Sturgess och Sheila Summers, en final sydafrikanerna vann med 6-0, 6-0.
Jadwiga Jędrzejowska var flerfaldig polsk mästare, och hade dessutom ungerska och österrikiska mästerskapstitlar. Hon vann också singeltiteln i Irish Open.

## Spelaren och personen
Jadwiga Jędrzejowska tillhör de tennisspelare som fick en framgångsrik karriär avkortad genom det andra världskrigets utbrott. Hon stod på höjden av sitt kunnande åren omedelbart före krigsutbrottet och besegrade då toppspelare som Helen Jacobs, Simone Mathieu och Alice Marble, den sistnämnda besegrade hon vid fyra tillfällen 1937. Efter kriget fortsatte hon att spela tennis på elitnivå. Hon spelade en mycket kraftfull tennis. 
Åren 1935 och 1936 blev hon utnämnd till årets idrottsman i sitt hemland.

## Grand Slam-titlar
- Franska mästerskapen
  - Dubbel - 1939